# Trichocladium
Trichocladium Harz – rodzaj grzybów z typu workowców (Ascomycota). Grzyby mikroskopijne.

## Systematyka i nazewnictwo
Pozycja w klasyfikacji według Index Fungorum: Chaetomiaceae, Sordariales, Sordariomycetidae, Sordariomycetes, Pezizomycotina, Ascomycota, Fungi.
Rodzaj Trichocladium utworzył w 1871 r. Carl Otto Harz. Synonim: Harziella Kuntze1891.
Do rodzaju Trichocladium włączono niektóre gatunki, które wcześniej zaliczane były do rodzaju Chaetomium. Według Index Fungorum w 2024 r. do rodzaju Trichocladium należy 41 gatunków.
Gatunki występujące w Polsce:
- Trichocladium asperum Harz 1871
- Trichocladium canadense S. Hughes 1959
- Trichocladium crispatum (Fuckel) X. Wei Wang & Houbraken 2018[5]
- Trichocladium griseum (Traaen) X. Wei Wang & Houbraken 2018[6]

Nazwy naukowe według Index Fungorum. Wykaz gatunków według W. Mułenki i innych.